# Mons (povo)
Os mons (sing. mom (tailandês: มอญ) são um grupo étnico de Birmânia, que vive predominantemente no Estado Mon, Divisão Bago, Delta de Irrawaddy, e ao longo da fronteira sul entre a Tailândia e a Birmânia. Um dos primeiros povos a residir no sudeste asiático, os mons foram responsáveis pela expansão do budismo Teravada nas atuais Birmânia e Tailândia. Na Birmânia, a cultura mom é considerada uma influência importante na cultura birmanesa dominante.
Da mesma forma que os mons orientais foram absorvidos pela sociedade tailandesa/siamesa há muito tempo, os mons ocidentais da Birmânia vêm sentindo a mesma pressão de assimilação. Na Birmânia, os mons estão lutando para manter a cultura e língua mon e a autonomia política. Tendo sido no passado o grupo etnolinguístico predominante na Baixa Burma, hoje em dia existem menos de um milhão de falantes da língua mom. A maioria dos falantes vivem no  Estado de Mom, seguido da  Região de Tenassarim e no  Estado de Caim. A maioria dos mons fala e são alfabetizados apenas na língua birmanesa, e são frequentemente contados como a maioria Bamar, os descendentes mons são entre dois e oito milhões